# Pseudosermyle parvula
Pseudosermyle parvula är en insektsart som först beskrevs av Carl 1913.  Pseudosermyle parvula ingår i släktet Pseudosermyle och familjen Diapheromeridae. Inga underarter finns listade i Catalogue of Life.